# Аппелтерн
Аппелтерн (нід. Appeltern) — село в нідерландській провінції Гелдерланд. Входить до муніципалітету Вест-Мас-ен-Вал. Перша згадка про населений пункт датується 1139-им роком.
До 1984 року мало статус окремого муніципалітету.

## Галерея

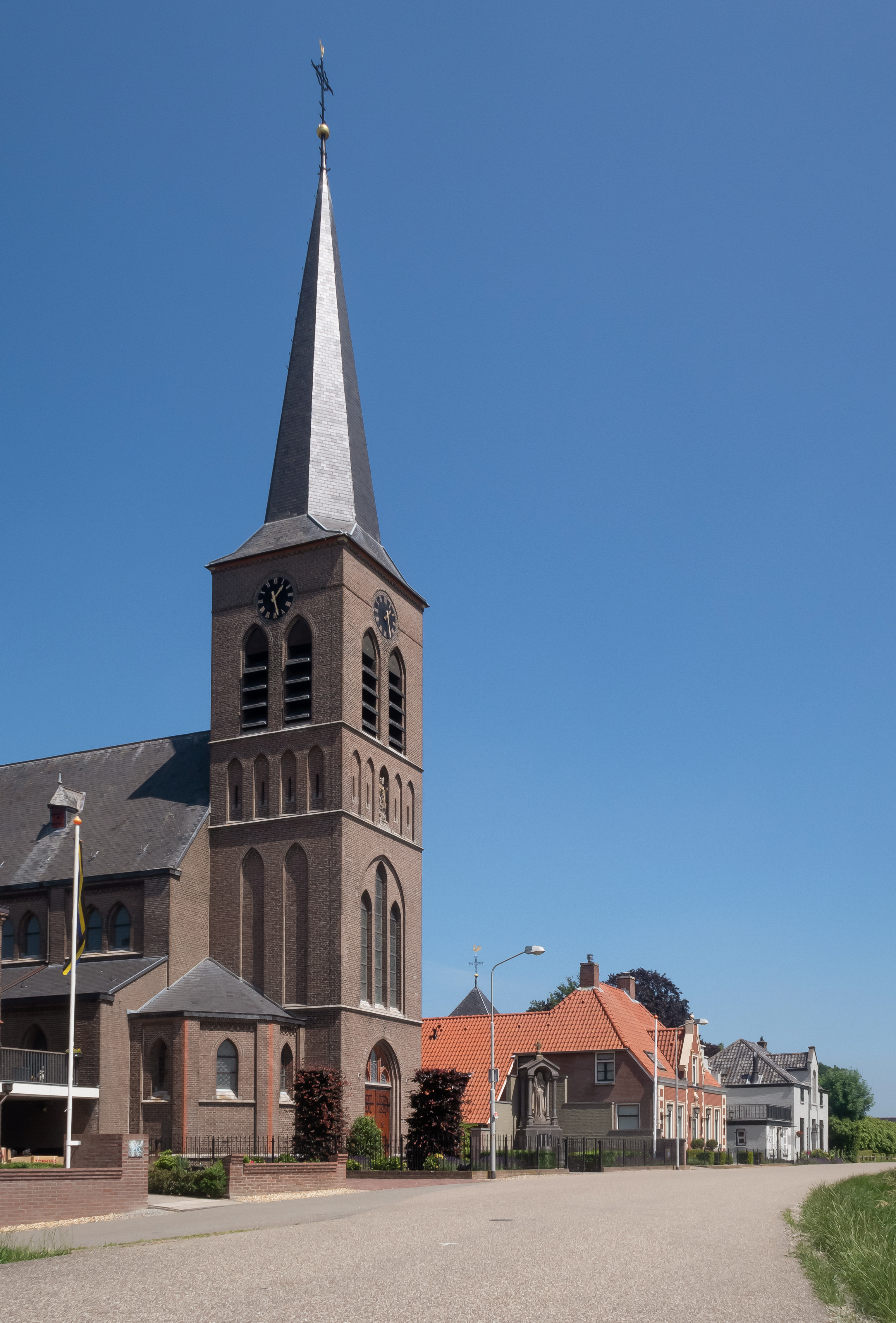
Церква
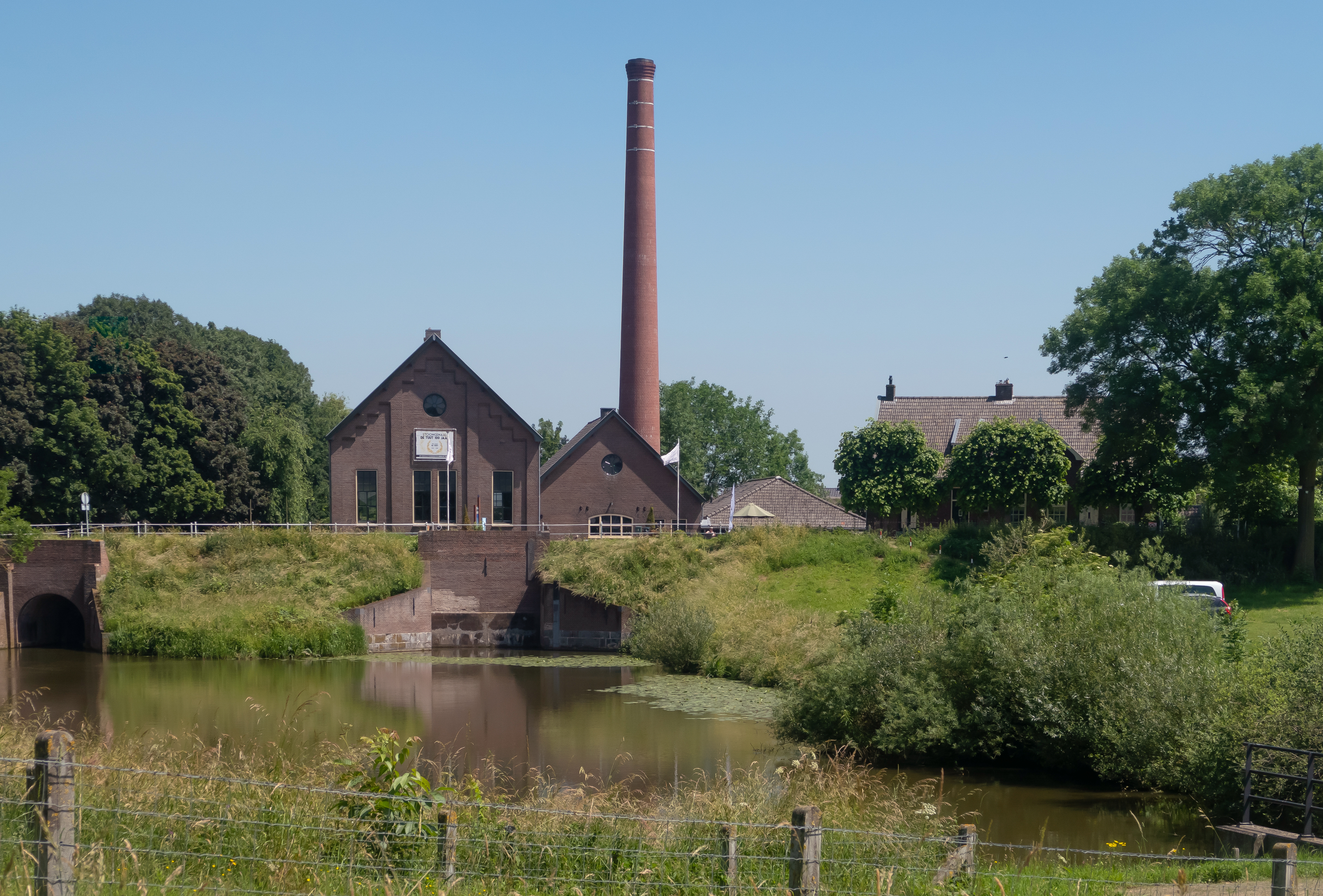
Насосна станція
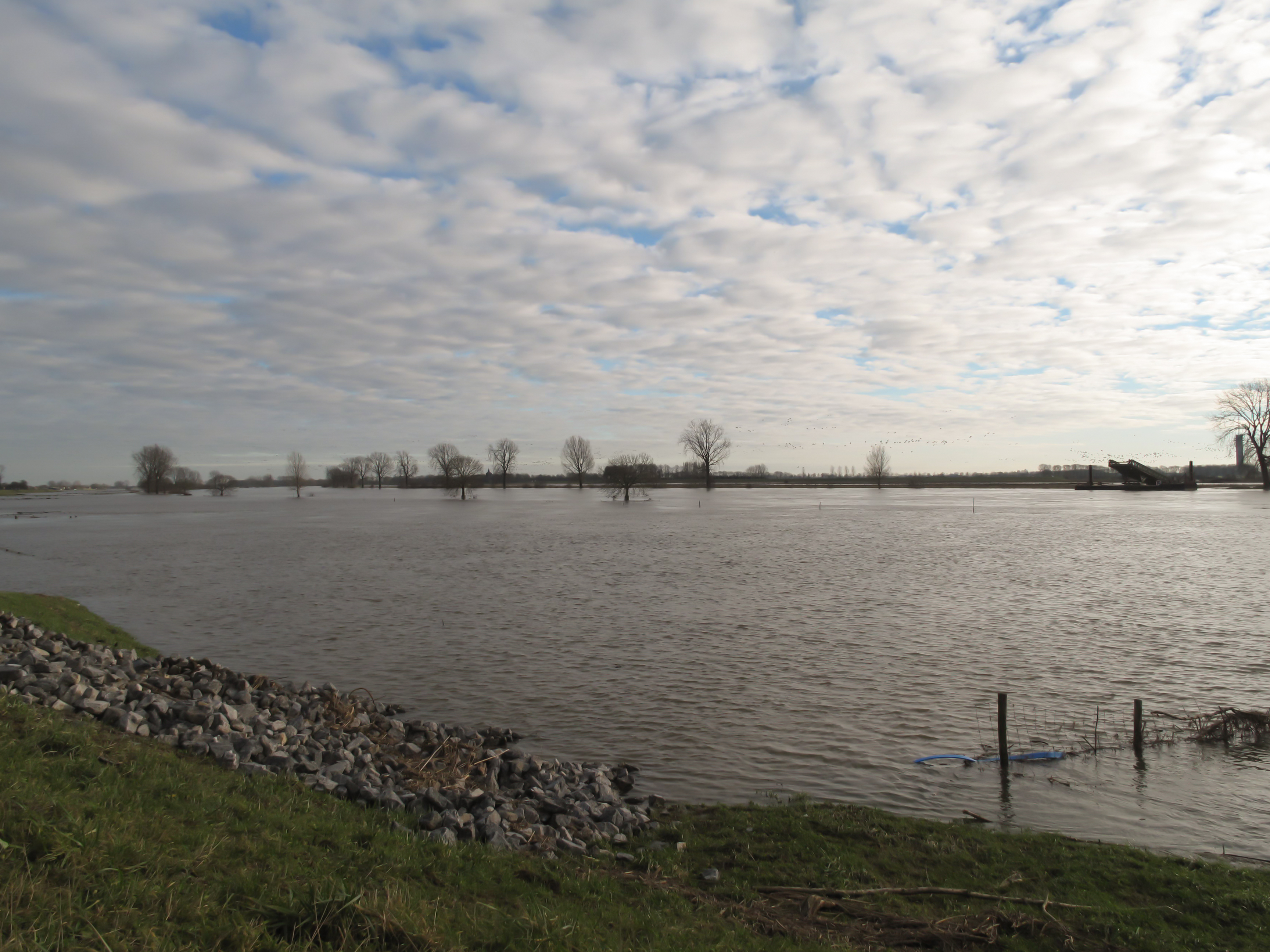
Течія Мааса поблизу села
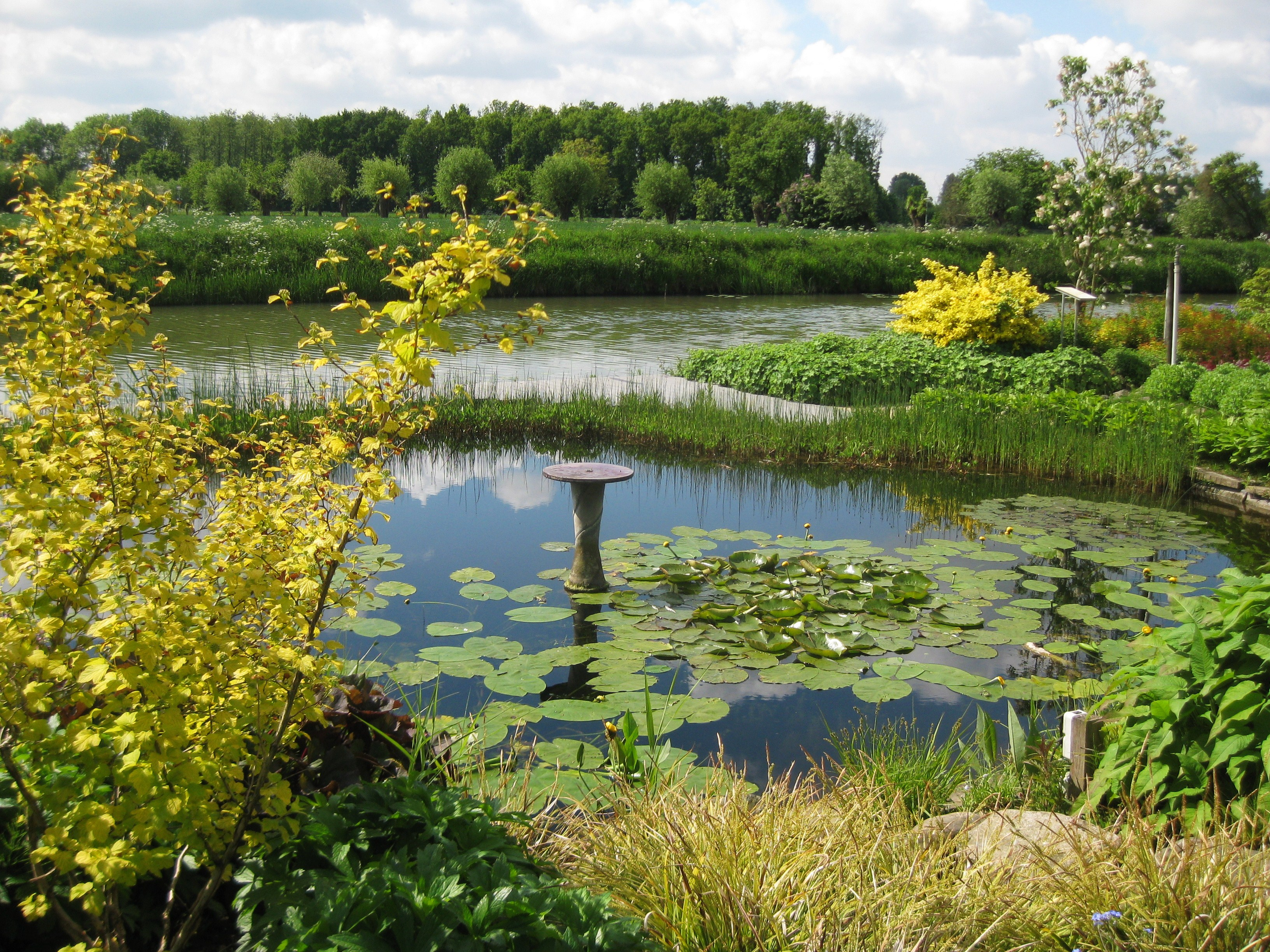
Сади Аппелтерна